# Iscle (sant cordovès)
Iscle o Aciscle (? - Còrdova, 17 de novembre de 303), junt a la seva germana Santa Victòria, foren dos cristians cordovesos que per les seves creences els apressaren i martiritzaren, en temps de l'emperador Dioclecià.

## Llegenda
Després de ser arrestats, els dos germans van ser torturats i, segons la tradició, Victòria va ser assagetada i Iscle morí decapitat. Una passió tardana, del segle x, narra que el prefecte de la ciutat, Dió, va ficar-los en un forn encès, on els germans van romandre pregant i cantant himnes. Dió va fer que els lliguessin pedres i els va fer llençar al Guadalquivir, on van surar fins a arribar a la ribera. Penjats sobre una foguera, les flames no van tocar-los i, desviant-se, van cremar i matar centenars de pagans que assistien al turment. Finalment, van ser morts: amb sagetes, ella, i decapitat, ell.

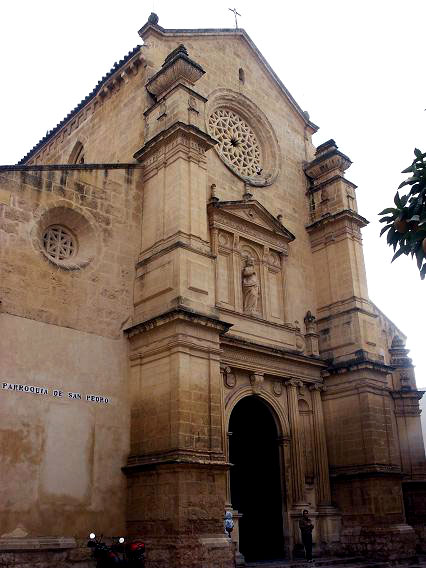
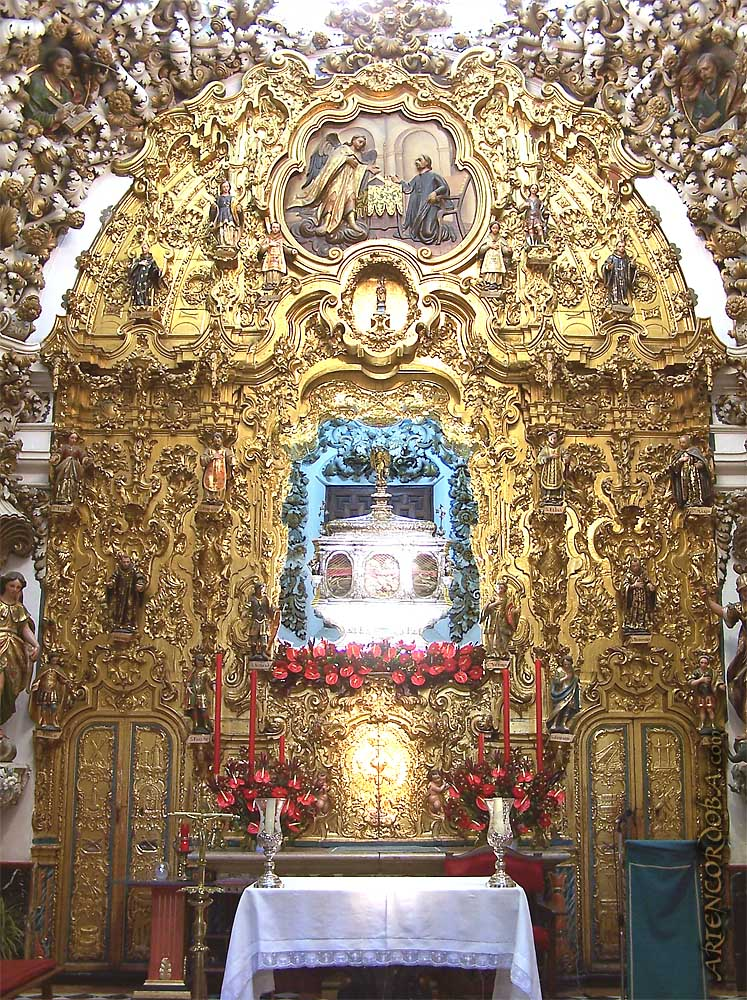
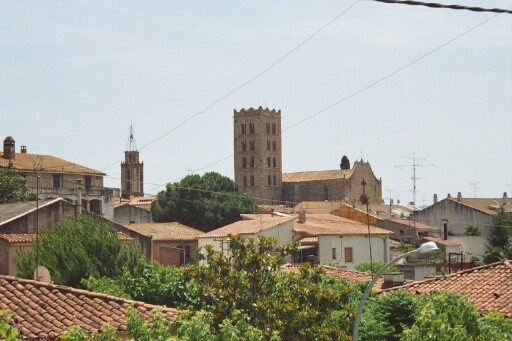

- Església de S. Pedro (Còrdova), amb relíquies dels sants.
- Retaule de la Capilla de los Santos Mártires, a S. Pedro (obra d'Alonso Gómez de Sandoval, ca. 1760)[1]
- Breda, amb el monestir de Sant Salvador, on es veneren relíquies dels sants.

## Veneració
Canonitzat per l'església catòlica, la seva festivitat se celebra el 17 de novembre. Aquesta festivitat fou molt important en la litúrgia hispana, per ser el sant que anuncia l'inici del llarg advent hispà (sis setmanes).
Sant Iscle és nomenat pels principals hagiògrafs de l'església hispano-visigoda i mossàrab, i una basílica de Còrdova li estava dedicada abans de la conquesta musulmana. En el segle vi, Àquila I, rei dels visigots, en profanar la tomba d'Iscle, provocà una rebel·lió en la ciutat.
Sant Iscle i Santa Victòria són el patrons de la ciutat de Còrdova. La seva influència es troba en llocs i esglésies de Catalunya on la litúrgia visigoda es mantingué fins als segles X a XII, com Sant Iscle d'Empordà, l'església de Sant Iscle i Santa Victòria de Surp, l'església de Sant Iscle i Santa Victòria de la Torra a la Torre de Rialb (la Baronia de Rialb), l'església de Sant Aciscle (Saint-Assicle en francès) a Perpinyà, i l'església de Sant Iscle i Santa Victòria de Sureda, al Rosselló, entre d'altres. Fora de Catalunya trobem l'església de San Acisclo y Santa Victoria en Arroyuelos, Cantàbria; o l'església de San Acisclo y Santa Victoria en Lanciego, Àlaba; 
Les seves restes es conservaven en la capella del Castell de Sant Iscle fins que foren donades en 1263 al monestir de Sant Salvador de Breda pel vescomte Guerau IV de Cabrera, d'on foren perdudes entre 1820 i 1823. En l'església de Sant Pere de Còrdova, en 1575, es van trobar relíquies, entre les quals se suposava que estaven les de Sant Iscle i Santa Victòria.

## Iconografia
Se'l representa junt amb la seva germana Victòria. Ell acostuma a anar vestit amb una túnica curta, la pròpia dels joves romans, mentre que ella porta una túnica llarga fins als talons. En l'art de l'Edat Mitjana i de l'època moderna porten indumentària pròpia d'aquestes èpoques. Com a atributs porten la palma del martiri (tots dos), una espasa (ell) i unes fletxes (ella)
Obresː
- Retaule de Sant Iscle i Santa Victòria de la Torre. Segle XIV
- Sant Iscle i Santa Victòria, de Francesc Espinosa i Pere Mates. Taula procedent de l'església de Millars. Segle XVI (Museu d'Art de Girona)
- El martiri dels sants Iscle i Victòria, relleu de fusta tallada i policromada, 1646, de Joan Grau (Museu del barroc de Catalunya)

## Refèrències i notes
1. ↑  A l'urna central hi ha les restes de diversos màrtirs: Iscle i Victòria, Perfecte (850), Flora i Maria, Rogeli i Servideu, Zoil i Fèlix, Sisenand, Sabigot, Elies, Faust, Januari i Marcial, Pau, Cristòfor i Leovigild, Argimir, Agapit, Teodomir, Emila i Jeremies i Argentea.
2. ↑  Ferrer Grenesche, Juan Miguel. Los Santos del nuevo misal hispano-mozárabe. Toledo: Instituto Teológico San Ildefonso, 1995. pp. 120-121. ISBN 84-605-3217-8
3. ↑  Leonardi, Claudio; Ricardi, Andrea; Zarri, G. Diccionario de los santos. Madrid: San Pablo, 2000. p. 55. ISBN 84-285-2258-8
4. ↑  Arimany Juventeny, Joan. Sant Iscle i Santa Victòria, dos sants cordovesos venerats a Catalunya Arxivat 2016-03-04 a Wayback Machine.. En La devocioteca. 17 de novembre de 2008. (Consulta: 11 abril 2009)
5. ↑  Salvadó i Montoriol, Joan. Història medieval d'un territori, Sant Fruitós de Bages: segles X-XVI.  L'Abadia de Montserrat, 2003, p.586. ISBN 8484155277.
6. ↑  Aranda Doncel, Juan. La devoción de los cordobeses a los Santos Mártires San Acisclo y Santa Victoria en los siglos XVI y XVII[Enllaç no actiu]. abcdesevilla.es (Madrid: ABC Periódico Electrónico S.L.U., 26 noviembre 2007) (Consulta: 15 abril 2009)

## Bibliogràfia
- Flórez, Enrique. España sagrada: theatro geographico-historico de la Iglesia de España: origen, divisiones y límites... Tomo X. Iglesias sufragáneas antiguas de Sevilla: Abdera, Asido, Astigi y Córdoba. Madrid: En la oficina de Pedro Marín, 1775. pp. 495-502.